# Musée d'Argenteuil
 (juillet 2018).
Le musée municipal d'Argenteuil est un musée d'histoire locale, créé en 1932 à Argenteuil, dans le département du Val-d'Oise.
Il conserve une importante collection d'objets, peintures, dessins et divers documents rassemblés depuis 1932 par la Société historique et archéologique d'Argenteuil et du Parisis, dite Société du Vieil Argenteuil.
Le musée et ses collections portent l'appellation musée de France.

## Historique
Les collections du musée d'Argenteuil étaient présentées dans l'ancien hôpital d'Argenteuil.
En 1674, René Coiffier, seigneur de Roquemont, lègue sa maison de campagne à la confrérie des filles de la Charité pour y soigner les malades pauvres. Cette institution est érigée en hôpital par le roi Louis XIV en 1697. En 1718, débute l'édification des bâtiments de l'hôpital. La chapelle Saint-Louis, au centre du corps de logis principal, est bénie en 1720. Une aile en retour est ajoutée en 1759 et abrite l’administration. Le bâtiment des malades est également surélevé d’un comble mansardé. En 1777, la liaison des deux corps de logis est édifiée. Finalement, les jardins qui entourent l'édifice sont réduits avec la construction de nouveaux bâtiments. La mise en service d’un nouvel hôpital en 1932 libère les locaux, qui accueillent dès lors le musée d’histoire locale d’Argenteuil.
Fermé en 2008 pour une rénovation générale, l'ancien hôpital restera finalement inoccupé jusqu'en 2019. Un collectif d'association propose alors de rouvrir le site et d'y déployer des activités à titre transitoire : c'est le projet Musée Sauvage.

## Collections
Le noyau central de la collection municipale a été constitué depuis 1932 par la Société du Vieil Argenteuil. La Ville a repris la gestion des collections en 2004. Les collections du musée portent essentiellement sur l'histoire de la banlieue : de la Préhistoire à l'époque contemporaine.
Une partie importante des collections évoque la vie rurale argenteuillaise liée à la viticulture et au maraichage (objets de l'activité agricole – pressoirs, outils, hottes etc. – ; costumes ; coiffes ; fonds iconographiques), mais également le passé industriel de la ville. Argenteuil était en effet connue pour son importante production viticole et était un site industriel majeur en France dans la première moitié du XXe siècle. Une partie des collections aborde la Préhistoire et les sites archéologiques de l’époque médiévale, en particulier l'abbaye Notre-Dame, connue grâce à Héloïse et Abélard.
Si le cœur des collections demeure les fonds archéologiques et agricoles, le musée tire également sa richesse de la grande diversité des œuvres et objets qu'il conserve, conséquence d'acquisitions successives et de transferts de collections.
Le musée conserve ainsi différents ensembles de pièces d’intérêt, principalement liés à l’histoire locale (ci-dessous, une liste non exhaustive) :
- Collections de l'ancien musée de la résistance d'Argenteuil, objets des XIXe et XXe siècles : armes ; drapeaux ; brassards ; décorations ; équipements divers ; drapeau de la Kommandantur d’Argenteuil etc.
- Fonds Roland Toutain et « cinéma » : objets personnels, correspondance (artistes ; monde du cinéma et du spectacle ; représentants de gouvernements), affiches, photographies, carnets et affiches de fêtes de l’aviation etc.
- Fonds janséniste : objets religieux, gravures, reliques etc.
- Diplômes et récompenses : mérite agricole, expositions horticoles, expositions universelles, sociétés de tir et de gymnastique, société des sauveteurs, décorations nationales (légion d’honneur) etc.
- Fonds relatifs aux sociétés horticoles et aux sociétés de secours mutuels
- Bannières de confréries religieuses, d’entreprises et d’associations (1850-1930)
- Fonds iconographiques sur Argenteuil et les environs (arts graphiques, photographie), fonds photographiques à dimension historique (portraits, événements, paysages etc.), fonds « Maison de la Bonne Presse »
- Fonds Louis Boucher : historien local
- Carnets de Jean-Etienne Delacroix, agriculteur ayant fait la chronique (textes et dessins) de la vie locale de 1882 à 1920
- Fonds lié à la Sainte Tunique (conservée dans la basilique Saint-Denys) : photographies, objets souvenirs etc.
- Ensemble médiéval issu des fouilles menées depuis le XIXe siècle : chapiteaux sculptés, céramiques, etc.
- Restes humains provenant de l’allée couverte des déserts, des fouilles de la chapelle Saint-Jean ou encore du parvis de la basilique Saint-Denys
- Ensemble de maquettes de projets d’urbanisme à Argenteuil
- Manuscrits et autographes : lettre autographe de Claude Monet ; dispense d’alliance ordonnée par Louis-Philippe avec le sceau royal ; etc.
- Fonds numismatique : médailles XIXe – XXe siècles (Portraits, Exposition universelle, sociétés de tirs, sport, commémorations)
- Fonds du plan-terrier général de l’ile de Corse, 1770-1176

Le fonds d'arts graphiques (dessins et gravures) comprend notamment des œuvres de Gérard Audran, Léon-Morel Fatio, Robert Fernier, Henri Héran, René Jaudon, Charles Jouas, Auguste Lepère, Léopold Massard, Tony Minartz, Georges Moreau de Tours, Albert Robida, Adolphe Roehn, Théophile Alexandre Steinlen etc. Un ensemble d'affiches, de la fin du XVIIIe siècle au XXe siècle est également conservé : affiches relatives aux événements locaux, aux élections, au cyclisme (cycles Aiglon, cycles Garin etc.), au développement du train et des activités de loisirs.
La collection « Beaux-Arts » du musée comprend des réalisations des sculpteurs André Allar et Ferdinand Faivre ; de la sculptrice Claude Vignon (pseudonyme de Marie-Noémi Cadiot) ; des peintres François-Charles Baude, Raymond Besse, Gustave Caillebotte, Eugène Courboin, Julien-Adolphe Duvocelle, Alexis Grimou, Paul Guillot, Edmond Lempereur, Jules Rozier.

### Collections ethnographiques

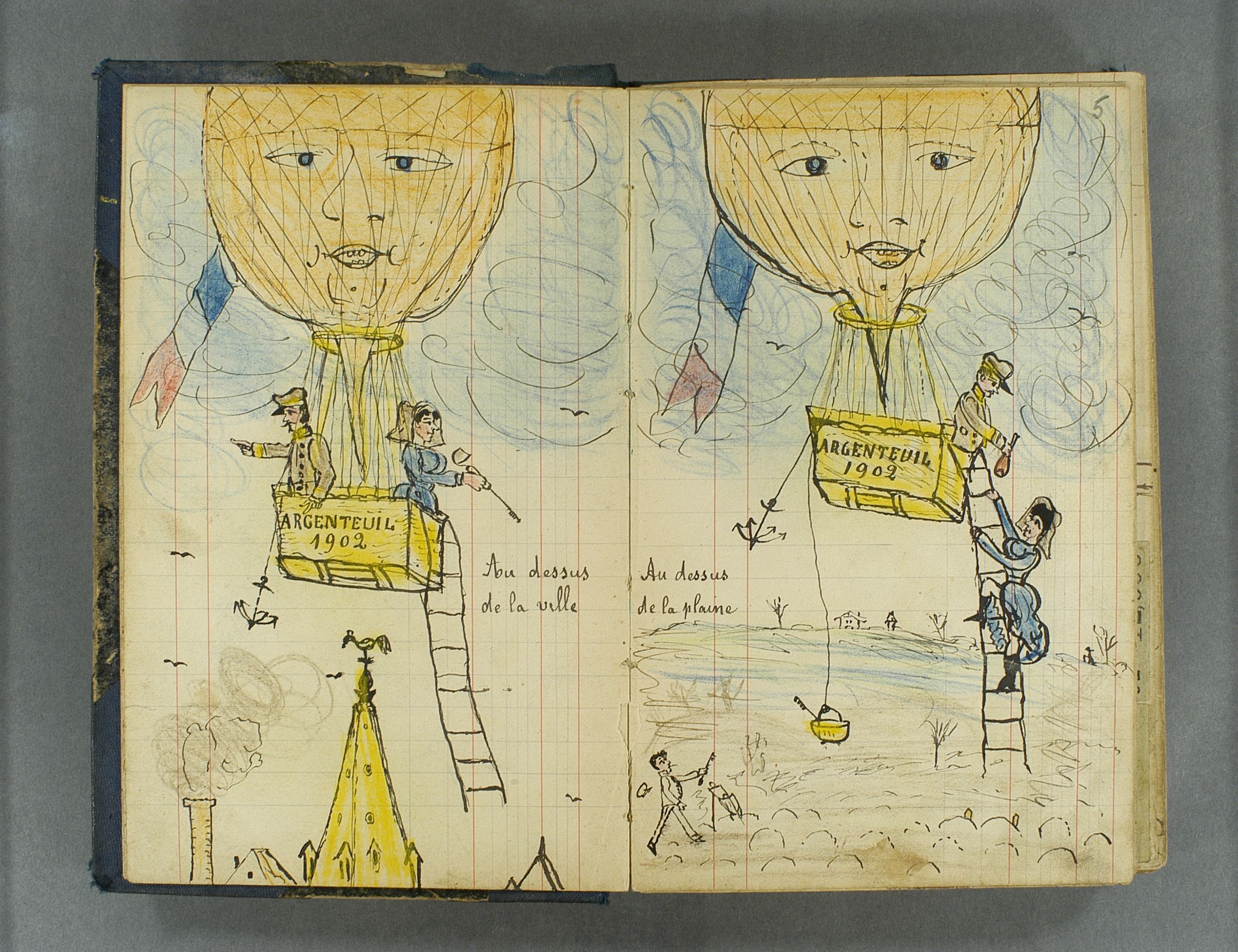
Jean-Étienne Delacroix, Carnet de croquis (1902).

- Carnets de textes et de dessins de Jean-Étienne Delacroix [Argenteuil, 1849-Argenteuil, 1923]. Dans ses carnets réalisés de 1885 à 1919, Jean-Étienne Delacroix, viticulteur et homme d’esprit argenteuillais, décrit et dessine le quotidien de la ville dans un style naïf. Face à la modernisation et à la naissance de la banlieue, Delacroix consigne patiemment tous les aspects d’un mode de vie en voie de disparition, constituant un ensemble documentaire très riche[1]. Ses pages animées et truculentes nous racontent ainsi au fil des jours les travaux agricoles, la vie commerçante, les activités sportives et autres anecdotes d'un bourg rural de la fin du XIXe et du début du XXe siècle. Il relate également les événements majeurs de son temps, notamment la Première Guerre mondiale dont il restitue les difficultés de l'arrière et les départs des soldats pour le front.

### Passé industriel

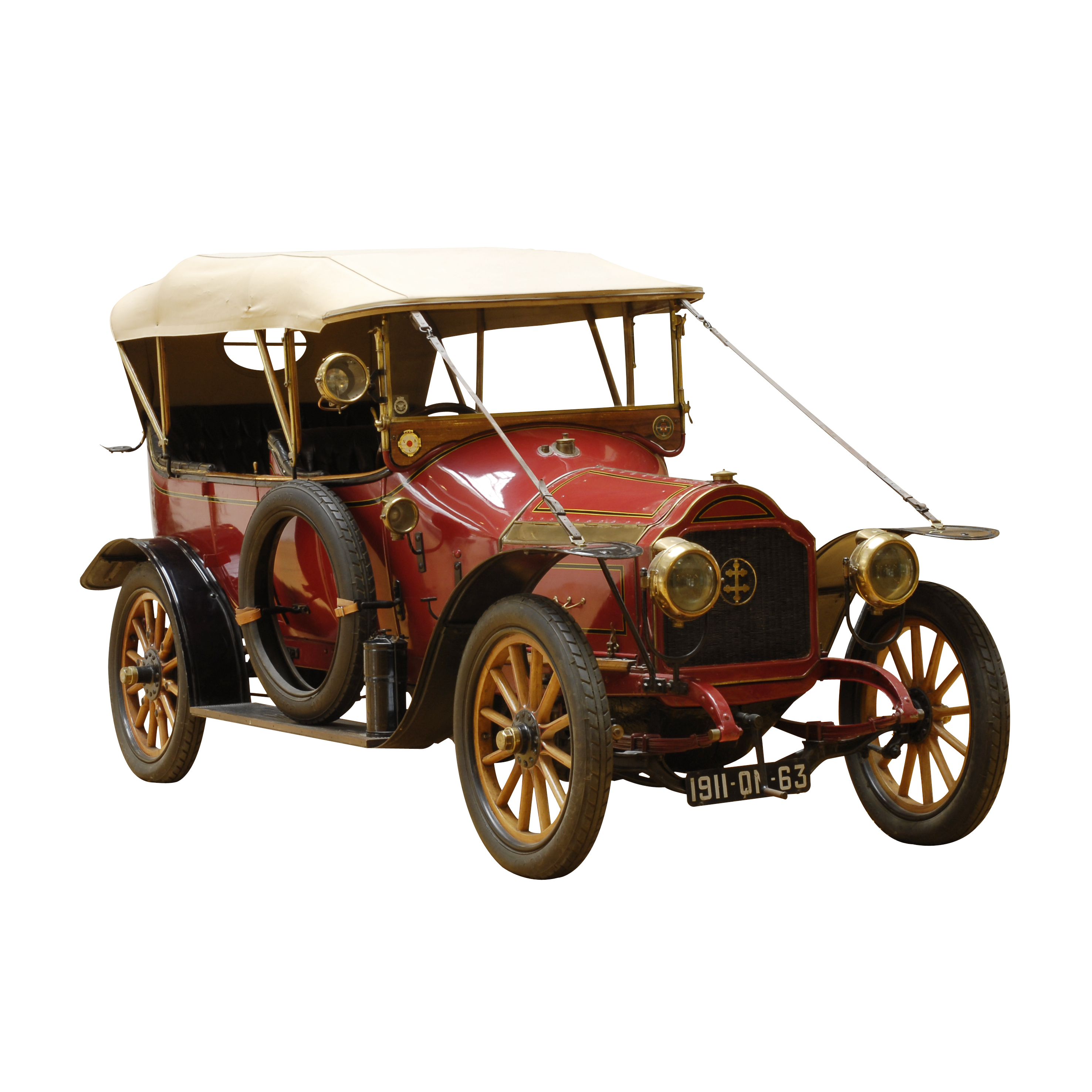
Voiture Lorraine-Dietrich torpédo 12 cv, 5 places, dite « la rutilante » (1910).

- Voiture Lorraine-Dietrich torpédo 12 cv, 5 places, dite « la rutilante », 1910. En 1907, les usines de construction automobile de la Lorraine-Dietrich s'installent à Argenteuil. L’activité industrielle argenteuillaise connaît une accélération importante, jusqu’à mobiliser plus de 2 000 ouvriers. La cité Lorraine-Dietrich est réalisée aux environs de 1914 par une maîtrise d’ouvrage privée, pour les ouvriers et les contremaîtres de l’usine. Elle regroupe une soixantaine d’habitations individuelles pourvues d’un jardin. Très endommagé par les bombardements alliés de la seconde guerre mondiale, l’ensemble est reconstruit à l’identique après 1945.

### Beaux-arts

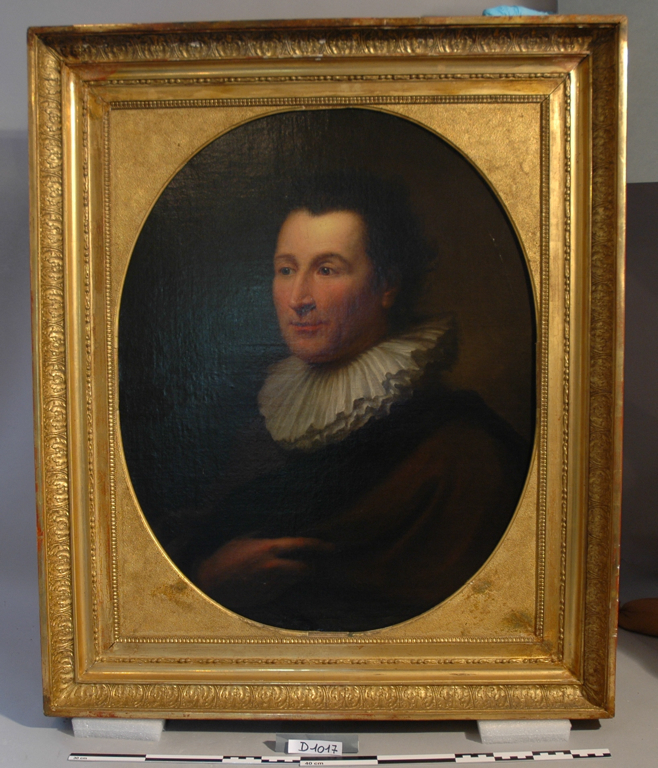
Jean-Alexis Grimou, Portrait d'homme avec une collerette (première moitié du XVIIIe siècle).

- Gustave Caillebotte, avec 2 peintures : Bord de Seine au Petit-Gennevilliers déposé au Musée Camille-Pissarro de Pontoise[2] et La berge du Petit-Gennevilliers et la Seine déposé au Musée d'Art et d'Histoire de Saint-Denis[3].
- Jean-Alexis Grimou (Argenteuil (?), 1678 (?)-Paris, 1733)[4] : Portrait d'homme avec une collerette, première moitié du XVIIIe siècle. Ce portrait entré dans les collections en 1986 faisait partie de la collection Galloys vendu le 15 mars 1764. Il est décrit dans le Catalogue des tableaux trouvés après le décès de Madame Galloys […][5] sous le numéro 36 : « Un tableau peint sur toile par Jean Grimou, représentant un homme enveloppé dans son manteau, le tenant d'une main, fraise au col, nue tête, de deux pieds & demi de haut sur deux pieds de large, dans sa bordure de bois doré & sculpté très-riche. »

## Expositions
- Argenteuil et la Grande Guerre, du 15 septembre 2018 au 27 janvier 2019.
- Entre deux Moyen Âge, Argenteuil médiéval, du 4 avril au 19 décembre 2007.
- Âge de pierre et guerre du feu : allées couvertes et imaginaire préhistorique, du 16 janvier au 2 juillet 2006.